# Tabanus abscondens
Tabanus abscondens är en tvåvingeart som beskrevs av Walker 1860. Tabanus abscondens ingår i släktet Tabanus och familjen bromsar.
Artens utbredningsområde är Myanmar. Inga underarter finns listade i Catalogue of Life.